# Stocktjärnen (Söderbärke socken, Dalarna)
Stocktjärnen är en sjö i Smedjebackens kommun i Dalarna och ingår i Norrströms huvudavrinningsområde.